# Río Imperial
El río Imperial es un curso de agua de la Región de la Araucanía que nace de la confluencia del río Cautín con el río Cholchol. Tiene un área de drenaje de 12.052 km², y una longitud de 55 km. Su denominación original era Cautín en mapudungun, pero tras la fundación de Nueva Imperial se le llamó "río Imperial" a los últimos 55 km del río Cautín.
La hoya hidrográfica, a la que le da su nombre, drena la región a través de los Cholchol, Quepe y Cautín.

## Trayecto
La cuenca del Imperial, se desarrolla al occidente de la cuenca alta del Biobío, de la que se encuentra separada por una serie de cordilleras secundarias como la Cordillera de las Raíces, Sierra Nevada, no beneficiándose así de las más altas cumbres, sin embargo recibe los aportes de las cumbres nevadas de los volcanes Llaima, Tolhuaca y Lonquimay siendo este último del cual nace en una subcordillera.
El Imperial, se forma próximo a la ciudad de Nueva Imperial, de la unión de los ríos Cautín que viene del oriente, y Cholchol, que viene del norte. El río escurre en general hacia el Oeste, cruzando por el sur de Carahue y por el norte de Puerto Saavedra siendo entre estas ciudades la parte navegable del río, exceptuando la desembocadura.
El Imperial, desemboca en el océano Pacífico, al sur de Nehuentúe, siendo este el punto crítico del río por el embancamiento de un banco de arena en su desembocadura, debido al cambio de esta por el Terremoto de Valdivia de 1960 destruyendo una historia fluvial en el primero de los ríos navegables del sur de Chile, todo esto a unos kilómetros más al norte del desagüe del Lago Budi, lago que ocupa el interfluvio entre el Imperial y el Toltén.
El río Imperial mismo tiene un corto trayecto, pero con sus afluentess drena una amplia zona del sur de Chile.

## Caudal y régimen
La hoya hidrográfica del río Cautín o Imperial con sus afluentes los ríos Quepe y Muco muestra un notorio régimen pluvial, con sus crecidas en invierno, producto de lluvias invernales. En años lluviosos las crecidas ocurren entre mayo y agosto, mientras que los menores lo hacen entre enero y marzo. En años normales y secos la influencia pluvial sigue siendo de importancia, produciéndose sus mayores caudales entre junio y agosto. El período de menores caudales se presenta en el trimestre dado por los meses de enero, febrero y marzo.: 62 

Curvas de variación estacional
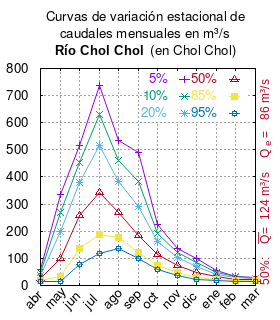
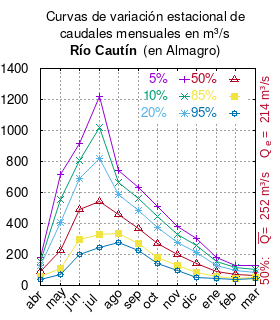

Los diagramas muestran los caudales de los ríos Cautín y Cholchol justo antes de su confluencia que da inicio al río Imperial. 
El caudal del río (en un lugar fijo) varía en el tiempo, por lo que existen varias formas de representarlo. Una de ellas son las curvas de variación estacional que, tras largos periodos de mediciones, predicen estadísticamente el caudal mínimo que lleva el río con una probabilidad dada, llamada probabilidad de excedencia. La curva de color rojo ocre (con {\displaystyle {\color {Red}\vartriangle }}) muestra los caudales mensuales con probabilidad de excedencia de un 50%. Esto quiere decir que ese mes se han medido igual cantidad de caudales mayores que caudales menores a esa cantidad. Eso es la mediana (estadística), que se denota Qe, de la serie de caudales de ese mes. La media (estadística) es el promedio matemático de los caudales de ese mes y se denota {\displaystyle {\overline {Q}}}. 
Una vez calculados para cada mes, ambos valores son calculados para todo el año y pueden ser leídos en la columna vertical al lado derecho del diagrama. El significado de la probabilidad de excedencia del 5% es que, estadísticamente, el caudal es mayor solo una vez cada 20 años, el de 10% una vez cada 10 años, el de 20% una vez cada 5 años, el de 85% quince veces cada 16 años y la de 95% diecisiete veces cada 18 años. Dicho de otra forma, el 5% es el caudal de años extremadamente lluviosos, el 95% es el caudal de años extremadamente secos. De la estación de las crecidas puede deducirse si el caudal depende de las lluvias (mayo-julio) o del derretimiento de las nieves (septiembre-enero).

## Historia
El río Imperial es el curso inferior del río Cautín que cambió de nombre con la fundación de la ciudad Nueva Imperial.